# Teo Takala
Teo Takala (ur. 6 czerwca 1994) – fiński lekkoatleta specjalizujący się w rzucie oszczepem.
Po dyskwalifikacji Mołdawianina Andriana Mardare został brązowym medalistą uniwersjady (2019).
Reprezentant Finlandii w meczach międzypaństwowych. 
Rekord życiowy: 77,97 (25 maja 2019, Vantaa). 

## Osiągnięcia
| Rok  | Impreza     | Miejsce | Pozycja    | Wynik |
| ---- | ----------- | ------- | ---------- | ----- |
| 2019 | Uniwersjada | Neapol  | 3. miejsce | 77,79 |